# Твинк
Твинк је гej сленг за младића у касним тинејџерским и раним двадесетим годинама, чије особине могу укључивати: општу физичку привлачност ; скоро па без без длака на телу или лицу; од танке танке до просечне грађе; и младалачки изглед који подноси старије хронолошко доба.

## Етимологија
Тачно порекло термина твинк је спорно. Неки први трагови ово сленга су били чак 1963. године, мада то може потицати од старијег британског геј сленг израза тванк, што значи: „Приближно хомосексуалној проститутки (мушкарац); човек који је спреман и спреман да постане„ партнер сваког доминантног мушкарца " . Оксфордски речник тврди да твинк потиче из 1970-их.
Друго могуће порекло термина може бити изведеница из грицкалице Твинкие, која се уобичајено сматра квинтесенцијалном брзом храном : „мала хранљива вредност, слатка на укус и пуњена кремом“. Крем је један од познатих еуфемистичких термина за сперму . Дефиниција твинка се проширила и квалификатори (попут мушкост или фемме ) сужавају значење на специфичнију врсту типа геја.

## Историја
Због својих сумњивих порекла, термин је оптужен да се ослања на " ејџизам и расистичких тропа омладине и белог пожељности" од Сузан Дривер. Што се тиче термина, епистемологија Сузан Дривер открива да је "млади белац, и извршена мушкост која се може фетишизирати, конзумирати ... јасно шифрирана у погледу расе и старости: бео, млад",  на тај начин се успоставља раскрсница за коју се раса и старост спајају да би створили хиперсексуализовану деноминацију, често повезану са сексуалним актовима и порнографском индустријом .
Твинк је често чисто обријан како би нагласио актуални младеначки изглед. Обично су у раним 20-има и витки су, често са дечачким изгледом. Неки користе тај израз да означе оне који су у природи углавном феминизирани, мада то није универзално. Израз  су користили медведи и други гејеви на погрдан и пејоративан начин. У неким случајевима то је неутралан описни појам и може бити у контрасту са медведом . Израз се често модификује од стране различитих дескриптора, на пример, фемме твинк, еуро твинк и мушкаст твинк . Израз се користи у индустрији геј порнографије .
Позадина је направљена за твинка према којем се означава као "тинејџер, бео, без икаквог фетиша ", мада ове наведене особине нису универзално прихваћене као неопходне или довољне за класификацију појединца као твинк.

## Употреба

### Популарна култура
У својој књизи, Никада доста (2007) о убиству почињеном 2003. у Хонг Конгу, који је Њујорк Тајмс Бук ривју описао као јак клише с првим карикатурним утиском, Џо МекГинис описује судски случај у којем "твинк" је дефинисан као "геј сленг израз који се употребљавао за означавање атрактивног, дечачког изгледа хомосексуалца између 18 и 22 године, витког ектоморфа и с мало или никакве длаке на телу, често плаву, често али не нужно и кавкашке ".
Есејистa Зеб Џ. Торторици напомиње да геј твинк порно цвета на продукцији и перформансама "потрошње и визуелно / анално рецептивне мушкости". Твинк је „запамћен по свом спољном паковању“, а не по „унутрашњости“. Твинк се може сматрати популарним субжанром у геј порнографији која се широко конзумира широм света.
Израз такође служи за идентификацију супкултуре унутар геј културе за коју се чланови заједнице могу сами дентификовати, али њихово стабилно уверење углавном долази од прихватања од стране других чланова. Супкултура, како је сада испитана, служи као искључиво физички маркер за атрибуте које свака особа може имати и / или стећи, високо зависна од нормативног друштва у погледу стандарда лепоте у целини и онога што заједница износи и прописује.
Популарна апликација за упознавање гејева, позната као Гриндр, такође користи сленг, у вези са „племенима“ како би се корисници „идентификовали са групом и филтрирали своје претраге како би пронашли свој тип“.
Као и други "кодови", као што је медвеђи код, и код је скуп симбола који користе слова, бројеве и друге знакове који се обично налазе на модерним западним рачунарским тастатурама и који се користе за опис и оцењивање твинкова. Ови кодови су коришћени упорукама е-поште, Усенета и на Интернет форуму за идентификацију физичког типа , али углавном су испали из употребе. Код укључује: физичке особине, попут "ц" за боју косе (од плаве до црне); "л" за дужину косе (од ћелаве / чисто обријане до веома дуге); "х" за степен без длаке; "и" за младеначки изглед; и "е" за обдарење ;  као и особине личности, попут „к“ за „ краљевство “; и сексуалне склоности, попут "к" за " кинки фактор".